# Emmauscollege
Het Emmauscollege is een katholieke scholengemeenschap voor havo, atheneum en gymnasium. De school is gevestigd in de Rotterdamse deelgemeente Prins Alexander en telt circa 1700 leerlingen. De naam van de school en het devies 'Samen op weg' verwijst naar het evangelieverhaal van de Emmaüsgangers in het Nieuwe Testament.

## Geschiedenis
In de Rotterdamse binnenstad bestonden aan het eind van de jaren zestig een drietal katholieke scholen voor havo of vwo: het Sint Franciscuscollege aan de Beukelsdijk voor jongens en het lyceum Maria Virgo aan de Breitnerstraat en de havo (voorheen MMS) Stella Matutina aan de Walenburgerweg, beide voor meisjes. Nadat het Franciscuscollege meisjes had toegelaten besloten ook de meisjesscholen om vanaf 1969 jongens toe te laten. In september 1970 werd besloten tot een fusie van het lyceum Maria Virgo en de havo Stella Matutina. De verwachting was dat het aantal leerlingen in de binnenstad terug zou lopen, maar dat er tevens een toekomst zou zijn voor een nieuwe katholieke school in de jonge wijk Alexanderpolder. De twee scholen zouden samen op weg gaan onder de naam Emmauscollege en in 1971 werd een nieuwe school in een noodgebouw aan de Michelangelostraat in de Alexanderpolder geopend door Cor Kleisterlee, lid van de Tweede Kamerfractie van de KVP. In deze vestiging werd gewerkt volgens het Roncalli-systeem, dat uitging van de eigen verantwoordelijkheid van de leerling.
In de binnenstad fuseerden in 1975 het Franciscuscollege en het Emmauscollege tot het Citycollege Emmaus-Franciscus. De eerste klas van het Citycollege werd gevestigd aan de Walenburgerweg, terwijl de klassen twee tot en met zes gevestigd werden aan de Breitnerstraat. Ieder jaar werd het Citycollege een leerjaar groter en het Emmaus- en het Franciscuscollege een leerjaar kleiner. In het jaar 1980 verlieten de laatste leerlingen het Emmauscollege aan de Breitnerstraat.
Op 1 augustus 1976 werd de vestiging in de Alexanderpolder een zelfstandige school onder de naam Emmauscollege-Alexanderpolder en telde toen 467 leerlingen. In juni 1978 werden de eerste vwo-diploma's uitgereikt in het gebouw aan de Michelangelostraat. In het begin van de jaren tachtig werden de noodgebouwen vervangen door een permanent gebouw. Op 12 oktober 1983 werd de nieuwbouw aan de Alexandriëstraat officieel geopend.

## Bekende (oud-)leerlingen
- Mario Bilate, voetballer
- Davina Michelle, zangeres
- Nelleke Noordervliet, schrijfster
- Claire Polders, schrijfster
- Ramon Stoppelenburg, schrijver
- Elayis Tavşan, voetballer
- Sander 't Sas, onderzoeksjournalist

## Bekende (oud-)docenten
- Erik Jan Kooiman, oud-schaatser
- Jaap ten Kortenaar, oud wielrenner